# Velluto

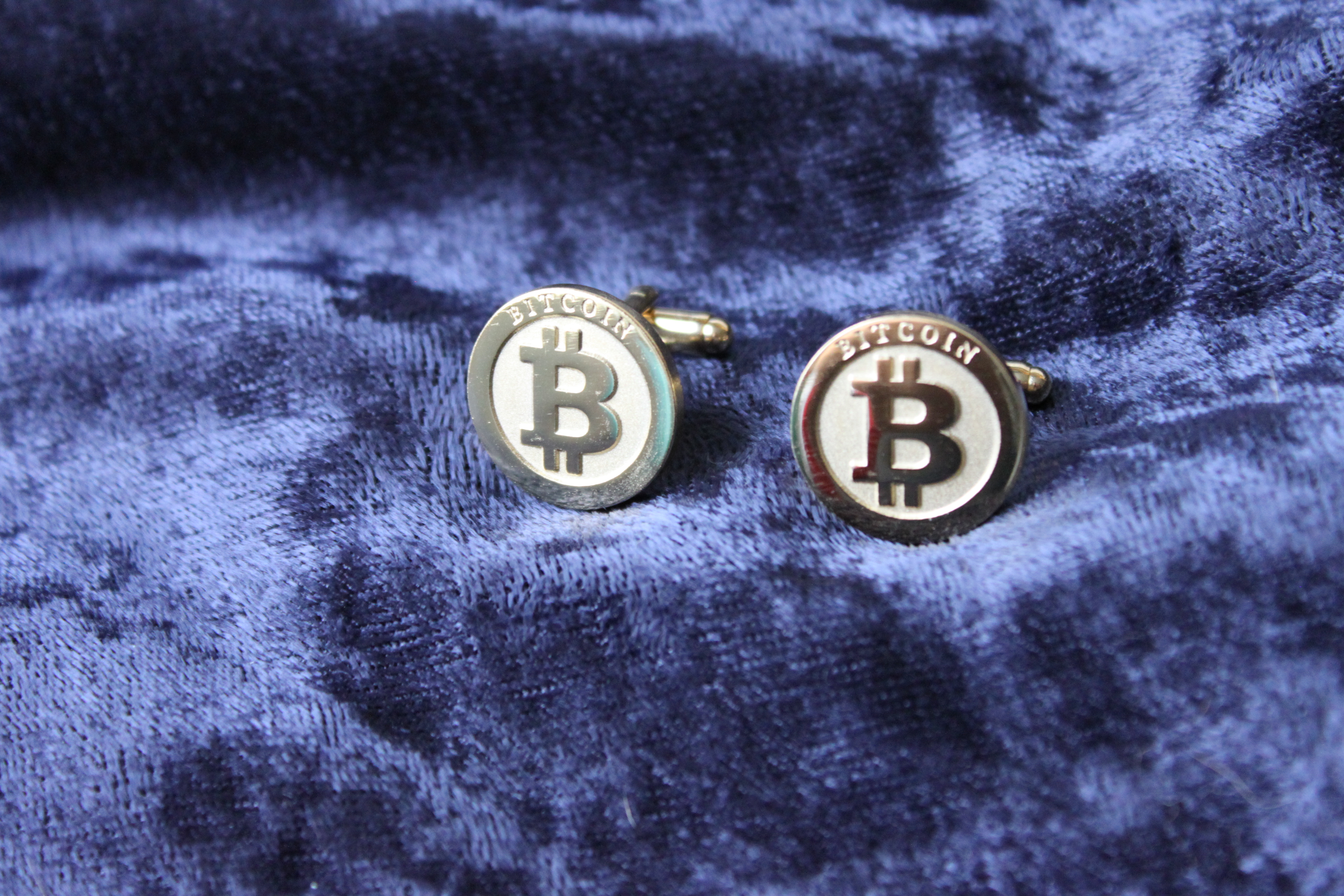
Gemelli da polso su una pezza di velluto blu

Il velluto è un tessuto che presenta sulla faccia del dritto un fitto pelo (velluto unito o tagliato) o una serie di minuscoli anelli di filo (velluto riccio). Il nome deriva dal latino vellus, vello, ad indicare la caratteristica di una copertura come di pelo, di lunghezza e tipo variabile.
La sua origine è occidentale e si stima sia avvenuta verso il XIII secolo. Era prodotto soprattutto a Catanzaro, a Genova, a Firenze, a Venezia, a Lucca e a Mondovì.
Si realizza a telaio con filati molto sottili usando due orditi, uno dei quali per la base (ordito grosso) ed uno per il pelo (ordito di pelo), e una sola trama. Il telaio per velluto deve essere fornito di due subbi uno per l'ordito grosso e uno per quello di pelo che deve avere una lunghezza molto superiore all'altro, dovendo i fili del pelo percorrere molta più strada per girare intorno ai ferri. Si possono usare fibre naturali o acriliche. Il più pregiato è il velluto ottenuto dalla seta anche se oggigiorno non viene quasi più prodotto.
Velluti si chiamano in genere tutti i tessuti doppi che presentano una superficie di fitto pelo perpendicolare alla stoffa, lisci, compatti e brillanti. Però sono da considerarsi falsi velluti quelli ad armatura semplice, il cui pelo vellutato deriva da operazioni di follatura, garzatura, cimatura, spazzolatura come ad esempio il beaver, il velour e le varietà di fustagno.
I veri velluti sono tessuti composti da un tessuto di fondo e da fili supplementari di ordito che poi vengono tagliati, formando il corto pelo. Un altro modo per ottenere i velluti è quello detto "a pezza doppia" con un ordito comune ad entrambe, poi tagliato a metà.

## Tipi di velluto

### Velluto riccio
Gli elementi del fondo (trama e ordito grosso) si incrociano con un'armatura semplice, dopo tre battute si alza l'ordito di pelo, si inserisce una sottile bacchetta tonda di metallo (ferro) che tiene sollevati tutti i fili di pelo (quarta trama), le battute successive bloccano l'ordito di pelo intorno alla bacchetta così che dopo averla sfilata rimangono degli anelli di filo che sporgono dal fondo.

### Velluto tagliato o unito
A differenza del velluto riccio in quello unito l'anello che viene formato dall'ordito di pelo viene bloccato nello stesso passo e successivamente tagliato in alto con una lama (trevette), il ferro per questo lavoro ha sezione ogivale con una scanalatura nella parte superiore per lo scorrimento della lama (l'operazione è detta cimatura).
Nei telai industriali è realizzato come un tessuto doppio (due strisce di tessuto una sopra e una sottostante collegate dall'ordito di pelo, quando questo viene tagliato dalla lama il tessuto doppio si divide in due e viene arrotolato su due tubi diversi).

### Velluto operato
Esiste in vari tipi: il velluto a coste (o corduroy), il microvelluto, il velluto elasticizzato, la ciniglia, il millerighe, il velour, il velveton, il dévoré, il froissé, il jacquard. Il velluto detto a giardino, con fiori a diversi colori, chiamato anche velluto di Genova perché era prodotto da fabbriche genovesi nel Seicento e nel Settecento. Il velluto allucciolato ha una trama aggiunta di fili d'oro che forma motivi caratteristici, serpeggianti. Il velluto alto e basso ha una superficie di due diverse altezze; il velluto broccato ha la superficie rasa, a forte rilievo; il velluto riccio è una variante del soprarizzo in cui tutti gli anelli superiori non vengono tagliati. Il soprarizzo o velluto a broccato d'oro, o velluto cesellato, gloria della tessitura veneziana del Settecento, è un velluto sul cui pelo si alzano anelli d'oro.

### Materiali
Esistono velluti di lana e di seta, ma quello di cotone rappresenta di gran lunga oggi il più diffuso riferimento del termine, mentre per il tessuto peloso si parla più genericamente di velour.

### Uso
Oltre che per l'abbigliamento, il velluto è usato anche in edilizia come rivestimento murale per interni, come tappezzeria (anche nell'industria automobilistica) e per passamaneria. Vi sono numerosi altri impieghi, alcuni dei quali protettivi come l'uso per rivestimento di custodie (ad esempio per posateria in argento e per strumenti dell'ottica e della musica).